# Егоровка (Харьковская область)
Егоровка (укр. Єгорівка) — село,
Гусинский сельский совет,
Купянский район,
Харьковская область, Украина.
Код КОАТУУ — 6323781506. Население по переписи 2001 года составляет 13 (5/8 м/ж) человек.

## Географическое положение
Село Егоровка находится берегу реки Гусинка (в основном на правом берегу), выше по течению на расстоянии в 2 км расположено село Гусинка, ниже по течению на расстоянии в 6 км расположено село Новониколаевка. На реке у села находится Гусинское водохранилище.

## История
- 1739 — дата основания.